# Брудка, Збигнев
Збигнев Марцин Брудка (пол. Zbigniew Marcin Bródka; 8 октября 1984, Гловно, Польша) — польский конькобежец, олимпийский чемпион, бронзовый призёр чемпионата мира в командной гонке (2013). Один из четырёх поляков в истории, выигравших золото на зимних Олимпийских играх (наряду с Войцехом Фортуной, Камилем Стохом и Юстиной Ковальчик).

## Биография
Дебютировал в Кубке мира в 2008 году.
На Олимпийских играх 2010 года в Ванкувере участвовал на дистанции 1500 метров и занял 27-е место.
В 2012 году завоевывал призовые места на 500 метров на чемпионатах в классическом многоборье, стал вторым на 500 м на чемпионате Европы (12-е итоговое место) и выиграл 500 м на чемпионате мира (11-е итоговое место).
В 2013 году выиграл Кубок мира на дистанции 1500 метров, в составе команды Польши занял третье место на чемпионате мира в командной гонке.
На зимних Олимпийских играх 2014 года победил на дистанции 1500 метров, лишь на 0,003 секунды опередив голландца Куна Вервея. Золотая медаль Збигнева стала первой олимпийской наградой высшего достоинства в истории конькобежного спорта Польши.
Знаменосец сборной Польши на церемонии открытий зимних Олимпийских игр 2018 года.